# Трояни, Дон
Дон Трояни (англ. Don Troiani; род. 16 июня 1949 год, Нью-Йорк) — американский художник-реалист, работающий в батальном жанре и специализирующийся на Войне за независимость и Гражданской войне США. Коллекционер-милитарист.

## Биография
Дон Трояни родился в семье известного художника-рекламиста и антиквара. Во многом это определило его увлечение историей США. Он окончил Пенсильванскую художественную академию. Его работы публиковались в исторических журналах, а также приобретались музеями, в частности, Историческим музеем Северной Каролины и музеем Вест-Пойнта . В 1995 году он разработал дизайн юбилейных монет, посвящённых юбилею окончания Гражданской войны в США. Его работы отличаются тщательностью и соответствием исторической правде. При написании ландшафтных картин он заказывает образцы почв из тех мест в которых происходили события, описываемые им в картине. Он внимательно изучает исторические материалы, чтобы облик персонажей полностью соответствовал событиям изображённым в его произведениях. Дома он собрал библиотеку из более 20 000 томов, которые использует в своей работе над картинами.
В настоящее время проживает в Коннектикуте.